# Amphiura bountyia
Amphiura bountyia is een slangster uit de familie Amphiuridae.
De wetenschappelijke naam van de soort werd in 1974 gepubliceerd door D.M. Devaney.